# Straßenbahn Oradea
Die Straßenbahn Oradea ist eines der ältesten Straßenbahnsysteme Rumäniens. Die Straßenbahn ging am 28. August 1882 in der westrumänischen Stadt Oradea (dt.: Großwardein) in Betrieb, die damals Nagyvárad hieß und zu Österreich-Ungarn gehörte. Heute wird die Straßenbahn von der Oradea Transport Local R.A. (O. T. L.) betrieben. Die Straßenbahn Oradea war die erste in Rumänien, die moderne Niederflurbahnen einsetzte. Hierbei handelt es sich um von Siemens hergestellte Wagen des Typs ULF, identisch mit den in Wien eingesetzten Fahrzeugen. Das Straßenbahnnetz umfasst heute acht Linien.

## Geschichte

### Güterverkehr als Vorläufer
Keimzelle der späteren Straßenbahn Oradea war eine vom Ostbahnhof im Stadtteil Velența ausgehende und mit Dampflokomotiven betriebene Güterstraßenbahn. Über dieses am 28. August 1882 eröffnete Industriestammgleis wurden Güterwagen der ungarischen Staatsbahn Magyar Államvasutak (MÁV) zu privaten Gleisanschlüssen diverser Unternehmen zugestellt beziehungsweise abgeholt. Der zuständige Betreiber, eine Aktiengesellschaft, hieß anfänglich Nagyváradi Gőzmozdonyú Közúti Vaspálya. In späteren Jahren existierten bis zu 27 Anschlüsse, die nach der Einführung der elektrischen Straßenbahn mit Elektrolokomotiven der Straßenbahngesellschaft bedient wurden. Dieser Betrieb endete erst 1994.

### Dampfstraßenbahn
Ab dem 28. Juni 1896 verkehrten auf den bisherigen Gütergleisen schließlich auch dampfbetriebene Personenzüge. Diese Dampfstraßenbahn verband den Ostbahnhof mit dem Kirchplatz in der Innenstadt, heute Piața Unirii respektive Haltestelle Primărie. Der Dampfbetrieb endete mit der Elektrifizierung. Insgesamt beschaffte die Gesellschaft im Laufe der Jahre elf Dampflokomotiven.

### Planungen zur Elektrifizierung

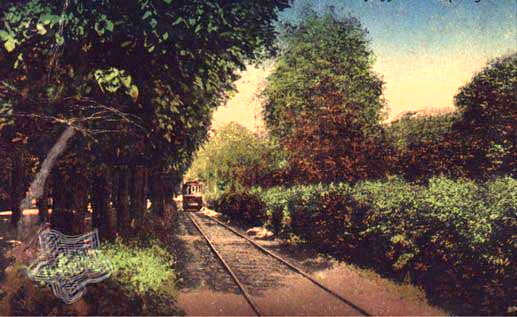
Oradeaer Straßenbahn im Bălcescu-Park

Im Herbst des Jahres 1897 bewarben sich zwei Unternehmen darum, ein elektrisches Straßenbahnnetz im damaligen Nagyvárad zu planen und zu errichten, das damit eine der ersten Städte in Siebenbürgen mit elektrischer Straßenbahn wurde. Die beiden konkurrierenden Unternehmen waren die bestehende Nagyváradi Gőzmozdonyú Közúti Vaspálya sowie die Budapester Aktiengesellschaft für Elektro- und Verkehrsunternehmen (Ungarische Elektrowerke Trust). Am 25. Dezember 1897 hat der Rat der Stadt Nagyvárad diese Unternehmen beauftragt, bis zum 8. Januar 1898 ein definitives Angebot abzugeben. Bis zum Stichtag ging nur das Angebot des einheimischen Unternehmens ein. Erst am 13. Januar folgte das Angebot des Ungarischen Elektrowerke Trust. Im Oktober 1898 wurde dieses Angebot angenommen, da seine Bedingungen für die Stadt viel besser waren. Jedoch annullierte das Innenministerium im Dezember 1898 die Vergabe durch den Stadtrat und vergab die Konzession an die Nagyváradi Gőzmozdonyú Közúti Vaspálya.

#### Wichtige Bestimmungen des Konzessionsvertrags
1. Die Stadt gewährt der Gesellschaft das Recht, die notwendigen Arbeiten für den Bau von Strecken und ihren Betrieb auf den folgenden Straßen, Plätzen und Brücken auszuführen:
  1. vom Hauptbahnhof über die Hauptstraße (heute: Strada Republicii), Bémer-Platz (heute: Piața Regele Ferdinand), die kleine Brücke, Kleiner Platz (heute: Piața Unirii), Gartenstraße (heute: Strada Avram Iancu) zum Vorplatz des Restaurants im Rhédey-Garten (heute: Parcul Nicolae Bălcescu);
  2. Abzweig vom Kleinen Platz, über die Graf Pál Teleki-Straße (heute: Strada Primăriei) und weiter zur neuen Mauer der Kavallerie-Kaserne.
  3. vom Kleinen Platz über die Lajos Kossuth-Straße (heute: Strada Independenței), Kolozsvár-Straße bis zum Kirchplatz, dann weiter längs der Kolozsvár-Straße bis zur Eisenbahnstrecke und dem Bahnhofsgebäude des Stadtteils Velența (des ersten wichtigen Industriegebiets der Stadt).
2. Angesichts der Tatsache, dass die Bahnstrecke zwischen dem Kirchplatz und dem Bahnhof Velența bereits existiert, auf Grundlage der Konzession, die die Gesellschaft bis zum 28. August 1932 besitzt, verpflichtet sie sich, diese zu elektrifizieren. Von diesem Zeitpunkt an verpflichtet sich die Gesellschaft, der Stadt eine Miete von 10.000 Forint zu zahlen.
3. Der Bauherr ist verpflichtet, innerhalb von acht Monaten nach Erhalt der Baugenehmigung von Seiten des Handelsministeriums die Bauarbeiten auszuführen (mit Ausnahme der Monate November, Dezember, Januar und Februar).
4. Mit Genehmigung der Regierung wird die Gesellschaft das Recht haben, weitere Strecken zu bauen. Wenn eine andere Gesellschaft weitere Strecken bauen will, ist die Zustimmung beider Vertragspartner erforderlich. Der Bauherr ist verpflichtet, sobald ein Nettogewinn von sechs Prozent in drei aufeinander folgenden Jahren erreicht wird, auf Verlangen der Stadtverwaltung und im Einvernehmen mit dem Handelsministerium sein Netz um drei Kilometer zu erweitern. Diese Bestimmung wird in Kraft bleiben, bis eine Streckenlänge von insgesamt 25 Kilometern Straßenbahn erreicht wird.

### Verzögerungen

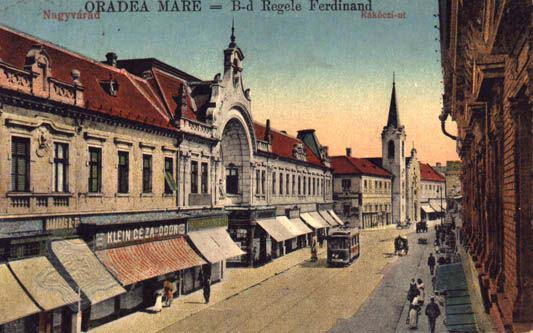
Straßenbahn auf dem König Ferdinand-Boulevard (heute: Strada Republicii)

Im Sommer des Jahres 1899 stand die Zustimmung des Handelsministeriums aus Budapest immer noch aus. Die Zeitung der Stadt am Ufer des Sebes-Körös „Nagyvárad“ vom 14. September berichtet in einem kurzen Artikel mit Bitterkeit, dass Nagyvárad eine Stadt der ständigen Verzögerungen sei, wo die Devise der Stadtverwaltung sei: „Was du heute kannst besorgen, das verschiebe auf morgen“, und dass im Falle der Straßenbahn auch das Ministerium diese Devise annahm. Im selben Monat machte der Handelsminister einen kurzen Besuch in Nagyvárad, der Grund dafür ist unbekannt. Bei dieser Gelegenheit wiederholte er seine Versprechen und verpflichtete sich gegenüber dem Bürgermeister dazu, den großen Wunsch der Nagyvárader so bald wie möglich zu erfüllen.
Der Stadtrat verfasste eine Eingabe, um die Genehmigung des Antrags vom 31. Januar 1899 zu beschleunigen. Diese Eingabe war dadurch motiviert, dass die Pflasterung der Hauptstraße Schäden aufwies und erst nach Montage der Schienen erneuert werden konnte. Ähnlich war die Situation vor dem Finanzpalast (heute: Poliklinik Nr. 2) und auf dem Bémer-Platz (heute: Piața Regele Ferdinand), wo der Bau neuer Straßen beschlossen war, wobei die alten verbreitert werden sollten. Im Dezember des Jahres 1899 stellte das Unternehmen Kappel und Fischer an die Stadtverwaltung den Antrag auf eine Konzession zum Betrieb eines Kraftomnibusses. Begründet wurde er in den Verzögerungen beim Bau der Straßenbahnstrecken. Die Antragsteller argumentierten, Benzin sei billiger als elektrischer Strom, also sei der Betrieb rentabler. Die vier vorgeschlagenen Linien ähnelten den Straßenbahnstrecken. Der Fahrpreis sollte zwischen vier und zehn Filler betragen, die Betriebszeit sollte von 3:00 Uhr bis 23:00 Uhr reichen. Wenn dieses Angebot angenommen worden wäre, wäre Nagyvárad die erste Stadt in Siebenbürgen mit Kraftomnibusverkehr gewesen. Im Gegensatz dazu gehörten Pferdeomnibusse in Oradea schon seit 1868 zum Stadtbild.
Am 27. Dezember 1899 ging von Seiten des Ministeriums ein negativer Bescheid ein, das Projekt der Elektrifizierung der Straßenbahn musste umgeschrieben und neu konzipiert werden. Bis 1905 folgte für das Vorhaben eine dunkle Periode mit hitzigen Diskussionen. Viele Male stand das Vorhaben kurz davor, aufgegeben zu werden, bis schließlich am 11. Juli 1905 der erste Spatenstich zur Elektrifizierung erfolgte. Ebenfalls 1905 war die Nagyváradi Gőzmozdonyú Közúti Vaspálya in Nagyváradi Városi Vasút (NVV) umbenannt worden.

### Bauarbeiten
Im Zuge der Bauarbeiten für die Elektrifizierung entbrannten Diskussionen über die Herkunft der Bauarbeiter, ob sie Bürger der Stadt Nagyvárad waren oder nicht, und es kam zu Krawallen, die jedoch gütlich beigelegt werden konnten. Am Ende des Monats wurde mit aller Kraft gearbeitet. Anfang August begann am Theaterplatz die Verlegung der Gleise zusammen mit den Pflasterarbeiten unter der Leitung des Ingenieurs Henrik Reichel. Anfang November 1905 waren die Arbeiten in vollem Gange, so dass der Ingenieur Reichel zwölf elektrische Triebwagen bei der Waggonfabrik Győr bestellte. Zur gleichen Zeit wurden die Vorschläge für die Lage der Haltestellen dem Handelsministerium vorgelegt:

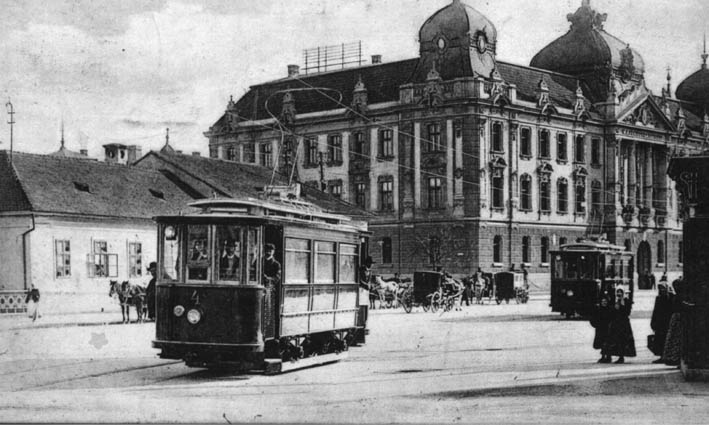
Eine Siemens-Straßenbahn, hergestellt im ungarischen Győr. Sie fährt auf der heutigen Strada Republicii in Richtung Bahnhof.

Haltestellen auf der Hauptstraße (heute: Strada Republicii)
Hauptbahnhof
Militär-Kommandantur (Kreuzung Strada Republicii mit Strada Pescărușului)
Großes Krankenhaus
Sal Ferenc-Straße (heute: Strada Dunărea)
Úri-Straße (heute: Strada Roman Ciorogariu)
Bémer-Platz (heute: Piața Regele Ferdinand)
Kleiner Platz
Haltestellen auf der Kossuth-Lajos-Straße (heute: Strada Independenței)
Große Synagoge
Markthalle (heute: medizinische Fakultät der Universität Oradea)
Toma-Straße (heute: Strada Cele Trei Crișuri)
Abstands-Signal (?)
Bahnhof Velence
Haltestellen auf der Gartenstraße (heute: Strada Avram Iancu)
Handwerkskammer
Diana-Bad (Kreuzung Strada Avram Iancu mit Strada Sucevei)
Kadettenschule
Rhédey-Garten (Zoologischer Garten)
Haltestellen auf der Teleki-Straße (heute: Strada Primăriei)
Kreuzung Kalvin-Straße
Kreuzung heutige Strada Tuberozelor
Kaserne
Endstation (?)
| \| \| \| Hauptbahnhof \| \| \| \| Großes Hospital \| \| \| \| Sal Ferenc-Straße \| \| \| \| Szent László-Straße \| \| \| \| Úri-Straße \| \| \| \| D. Szilágyi-Straße \| \| \| \| Theaterplatz \| \| \| \| Kleiner Platz \| \| \| \| Große Synagoge \| \| \| \| Markthalle \| \| \| \| Toma-Straße \| \| \| \| Kolozsvár-Straße \| \| \| \| Wasserstraße \| \| \| \| Cristina-Straße \| \| \| \| Kirchplatz \| \| \| \| Hájó-Platz \| \| \| \| Abzweig zur Eisenbahn \| \| \| \| Bahnhof Velence \| |  |                       |                       |
| U-Bahn-Kopfbahnhof Streckenanfang |  | Hauptbahnhof          | Hauptbahnhof          |
| U-Bahn-Haltepunkt / Haltestelle |  | Großes Hospital       | Großes Hospital       |
| U-Bahn-Haltepunkt / Haltestelle |  | Sal Ferenc-Straße     | Sal Ferenc-Straße     |
| U-Bahn-Haltepunkt / Haltestelle |  | Szent László-Straße   | Szent László-Straße   |
| U-Bahn-Haltepunkt / Haltestelle |  | Úri-Straße            | Úri-Straße            |
| U-Bahn-Haltepunkt / Haltestelle |  | D. Szilágyi-Straße    | D. Szilágyi-Straße    |
| U-Bahn-Haltepunkt / Haltestelle |  | Theaterplatz          | Theaterplatz          |
| U-Bahn-Haltepunkt / Haltestelle |  | Kleiner Platz         | Kleiner Platz         |
| U-Bahn-Haltepunkt / Haltestelle |  | Große Synagoge        | Große Synagoge        |
| U-Bahn-Haltepunkt / Haltestelle |  | Markthalle            | Markthalle            |
| U-Bahn-Haltepunkt / Haltestelle |  | Toma-Straße           | Toma-Straße           |
| U-Bahn-Haltepunkt / Haltestelle |  | Kolozsvár-Straße      | Kolozsvár-Straße      |
| U-Bahn-Haltepunkt / Haltestelle |  | Wasserstraße          | Wasserstraße          |
| U-Bahn-Haltepunkt / Haltestelle |  | Cristina-Straße       | Cristina-Straße       |
| U-Bahn-Haltepunkt / Haltestelle |  | Kirchplatz            | Kirchplatz            |
| U-Bahn-Haltepunkt / Haltestelle |  | Hájó-Platz            | Hájó-Platz            |
| U-Bahn-Abzweig geradeaus und nach links |  | Abzweig zur Eisenbahn | Abzweig zur Eisenbahn |
| U-Bahn-Kopfbahnhof Streckenende |  | Bahnhof Velence       | Bahnhof Velence       |

| \| \| \| Kirche am Kleinen Platz \| \| \| \| Őr-Straße \| \| \| \| str. Damjanich \| \| \| \| Bem-Straße \| \| \| \| “Franz Josef”-Kaserne \| \| \| \| Kavallerie-Kaserne \| |  |                         |                         |
| U-Bahn-Kopfbahnhof Streckenanfang |  | Kirche am Kleinen Platz | Kirche am Kleinen Platz |
| U-Bahn-Haltepunkt / Haltestelle |  | Őr-Straße               | Őr-Straße               |
| U-Bahn-Haltepunkt / Haltestelle |  | str. Damjanich          | str. Damjanich          |
| U-Bahn-Haltepunkt / Haltestelle |  | Bem-Straße              | Bem-Straße              |
| U-Bahn-Haltepunkt / Haltestelle |  | “Franz Josef”-Kaserne   | “Franz Josef”-Kaserne   |
| U-Bahn-Kopfbahnhof Streckenende |  | Kavallerie-Kaserne      | Kavallerie-Kaserne      |

| \| \| \| Kleiner Platz \| \| \| \| Str. Beöthy O. \| \| \| \| Diana-Bad \| \| \| \| Rhédey-Garten \| |  |                |                |
| U-Bahn-Kopfbahnhof Streckenanfang                                                                    |  | Kleiner Platz  | Kleiner Platz  |
| U-Bahn-Haltepunkt / Haltestelle                                                                      |  | Str. Beöthy O. | Str. Beöthy O. |
| U-Bahn-Haltepunkt / Haltestelle                                                                      |  | Diana-Bad      | Diana-Bad      |
| U-Bahn-Kopfbahnhof Streckenende                                                                      |  | Rhédey-Garten  | Rhédey-Garten  |

Am 30. November 1905 meldeten die Siemens-Schuckertwerke den Abschluss des Gleisbaus. Im nächsten Bauabschnitt mussten die Oberleitungsmasten montiert werden. Sie wurden aus Eisen hergestellt und künstlerisch gestaltet. Im Januar 1906 war die Einstellung des Fahrpersonals abgeschlossen. Wegen der hohen Nachfrage nach Arbeitsplätzen verkündete ein Schild am provisorischen Sitz des Straßenbahnunternehmens (an der Zöldfa útca, heute: Strada Arborele Verde), dass keine Bewerbungen für Arbeitsplätze mehr entgegengenommen werden. In den folgenden zwei Monaten wurde die Höhe des Fahrpreises diskutiert, ohne einen Konsens zu erreichen. Am Abend des 1. März 1906 ab 20 Uhr fand die erste Testfahrt einer Straßenbahn auf der Hauptstraße und der Kossuth-Lajos-Straße statt. Die Bürger der Stadt kamen auf den Straßen zusammen und begleiteten die Bahn, die von Polizisten bewacht war.
Am 3. März 1906 wurden die Betriebsvorschriften für elektrische Straßenbahnen veröffentlicht, die vom Polizeipräsidenten der Stadt entworfen und vom Stadtrat verabschiedet wurden. Die Probefahrten wurden in den folgenden Nächten fortgeführt und ab dem 6. März fanden sie auch tagsüber statt. Die Zeitung Nagyvárad widmete diesem Thema einen wichtigen Platz auf der Titelseite. Unter der Überschrift Straßenbahn auf der Hauptstraße begann der Artikel wie folgt:

„Es geschah ein großes Wunder, unglaublich aufsehenerregend, das das Blut der ruhigen Nagyvárader in Wallung brachte.“

### Fertigstellung
Am 16. März 1906 wurden die Strecken und Haltestellen der Straßenbahnlinie bekanntgegeben und an den wichtigsten Punkten der Stadt ausgehängt.

Die Bahnen verkehrten alle zehn Minuten. Der Fahrpreis wurde wie folgt festgelegt:
Eine Fahrt zwischen den beiden Bahnhöfen oder von jeder Haltestelle zu einem der Bahnhöfe kostete 20 Filler.
Für alle anderen Relationen wurden zehn Filler berechnet.

### Technische Daten

Aus Timișoara gebraucht übernommener Beiwagen Nummer 51 im Einsatz in Oradea

Am Ende des ersten Betriebsjahres der Straßenbahn Nagyvárad betrug die Länge des elektrifizierten Streckennetzes 20 Kilometer. Es wurde von 14 Wagen bedient. Das neue Oberleitungsnetz wurde mit einer Gleichspannung von 550 Volt versorgt. Zu Beginn des Jahres 1906 wurde beschlossen, im Elektrizitätswerk zwei Generatoren in Betrieb zu nehmen. Jeder Generator wurde mit einer Drehfrequenz von 415 Umdrehungen pro Minute betrieben und erzeugte eine Stromstärke von 220 Ampère.
Die ersten 14 elektrischen Straßenbahn-Triebwagen stellte die Magyar Waggon- és Gépgyár (M.W.G.) in Győr her, die elektrische Ausrüstung lieferten die Siemens-Schuckertwerke zu. Sie verfügten über zwei Motoren mit einer Leistung von 18 Kilowatt bei 550 Volt und besaßen eine Masse von 9,9 Tonnen. Jeder Wagen hatte eine Kapazität von 20 Sitz- und 19 Stehplätzen. Neben den Straßenbahnen wurden auch zwei elektrische Lokomotiven beschafft, die jeweils zwei Elektromotoren mit einer Leistung von 33 Kilowatt besaßen. Außer den Neuerwerbungen besaß die Grosswardeiner Stadtbahn Actiengesellschaft zwei Dampflokomotiven und vier Flachwagen für den Güterverkehr.
Ein Einzelgänger blieb der, gebraucht von der Straßenbahn Timișoara übernommene, Spiering-Pferdebahnwagen des Baujahrs 1869, den die Temesvári Villamos Városi Vasút ab 1899 als Beiwagen Nummer 8 der Elektrischen verwendete. Er war, mit Magnetbremsen nachgerüstet, in Oradea ab 1907 als Beiwagen Nummer 51 im Einsatz.

### Eröffnung
Anfang April 1906 schien alles auf eine baldige offizielle Eröffnung hinzudeuten, aber ein neuer Konflikt um die Fahrpreise führte zu einer weiteren Verzögerung. Schließlich beschloss der Stadtrat am Samstag, den 21. April, dass die Eröffnung am 25. April 1906 stattfinden sollte. Am 23. April beschloss der Stadtrat, dass die bereits vor sechs Wochen gedruckten Fahrscheine verwendet werden dürfen. Das Bankett zur Eröffnung fand mit mehr als 200 Personen im Restaurant Pannonia (heute: Transilvania) statt. Die Eröffnungsrede hielt Bürgermeister Károly Rimler.

„…und heute Morgen - es wird gut sein, dieses Datum besonders festzuhalten: 25. April 1906 - startete die Großwardeiner Straßenbahn. In anderen Provinzstädten wäre ein solches Ereignis das Wunder der Wunder, aber bei uns, wo das Tempo der Entwicklung in großen Schritten voranschreitet, war Großwardein schon seit langer Zeit darauf vorbereitet. Jetzt, wenn die herrlichen Straßenbahnwagen wie der Blitz durch die Straßen pflügen, jetzt stellt sich die Frage: Wie konnte man sich Großwardein, dieses mächtige kulturelle Zentrum, ohne elektrische Straßenbahn vorstellen?“

Am ersten Betriebstag wurden mehr als 5100 Fahrkarten verkauft. Nach einer Woche waren sich alle einig, dass die Nagyvárader Straßenbahn ein Erfolg ist. Kleine Unfälle in der Anfangszeit warfen einen Schatten auf dieses große Ereignis. Die Unfälle wurden von unaufmerksamen Kutschern verursacht, die nicht genügend für das Fahren neben Straßenbahnen unterwiesen worden waren, oder passierten auf Grund von Gedränge.

### Entwicklung bis heute
Das Netz wurde stetig ausgebaut, in den 1950er Jahren waren bis zu elf Linien unterwegs. Im Vergleich zur heutigen Zeit verliefen mehr Strecken direkt durch die Innenstadt, das heißt innerhalb des Straßenbahnrings. Um 1960 begann die Einstellung vieler Linien, während bis zum Ende der kommunistischen Ära 1989/90 nur noch die Strecken ins westlich der Stadt gelegene Industriegebiet sowie die Verlängerung zum Endpunkt der heutigen Linie 2, Ioșia, hinzukamen. Die letzte Streckenschließung erfolgte 1994 auf dem Abschnitt von der Innenstadt zum Ostbahnhof, die Wiederherstellung ist allerdings geplant.

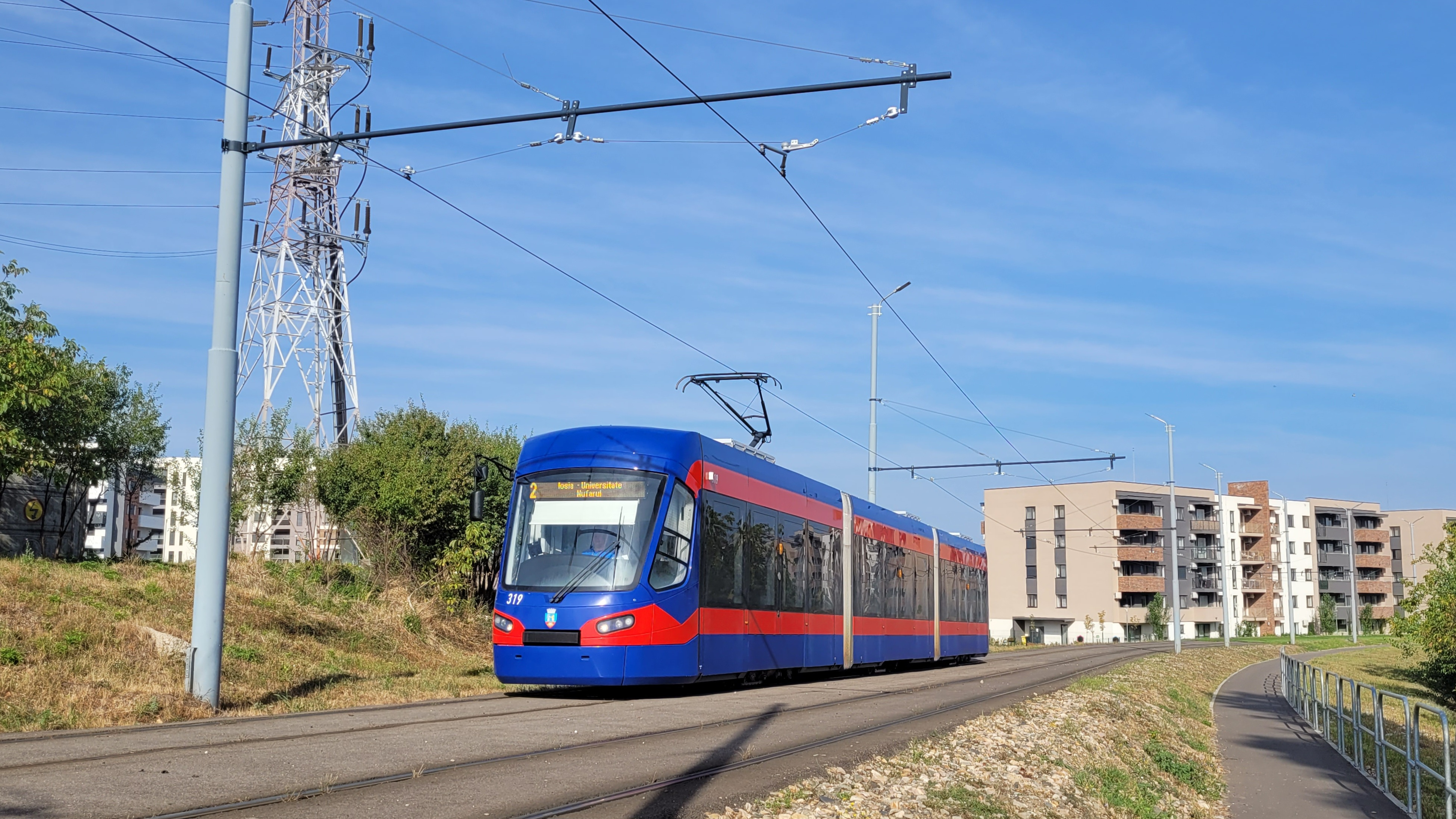
Astra Imperio 319 auf der Neubaustrecke

Am 15. Dezember 2021 wurde die erste Neubaustrecke in einem rumänischen Straßenbahnnetz seit 1990 in Betrieb genommen. Die neue Strecke beginnt an der Kreuzung Calea Aradului / Strada Aviatorilor, folgt dem Fluss Peța und schließt am Betriebshof wieder an das Bestandsnetz an. Sie erschließt unter anderem die Universität, ein Einkaufszentrum sowie ein neues Wohngebiet. Der Bau der Neubaustrecke wurde durch die Europäische Union mit 11 Millionen Euro mitfinanziert. Die 3,8 Kilometer lange Strecke wurde auf 2,2 Kilometern Länge mit einem Rasengleis ausgestattet.

## Heutiges Liniennetz

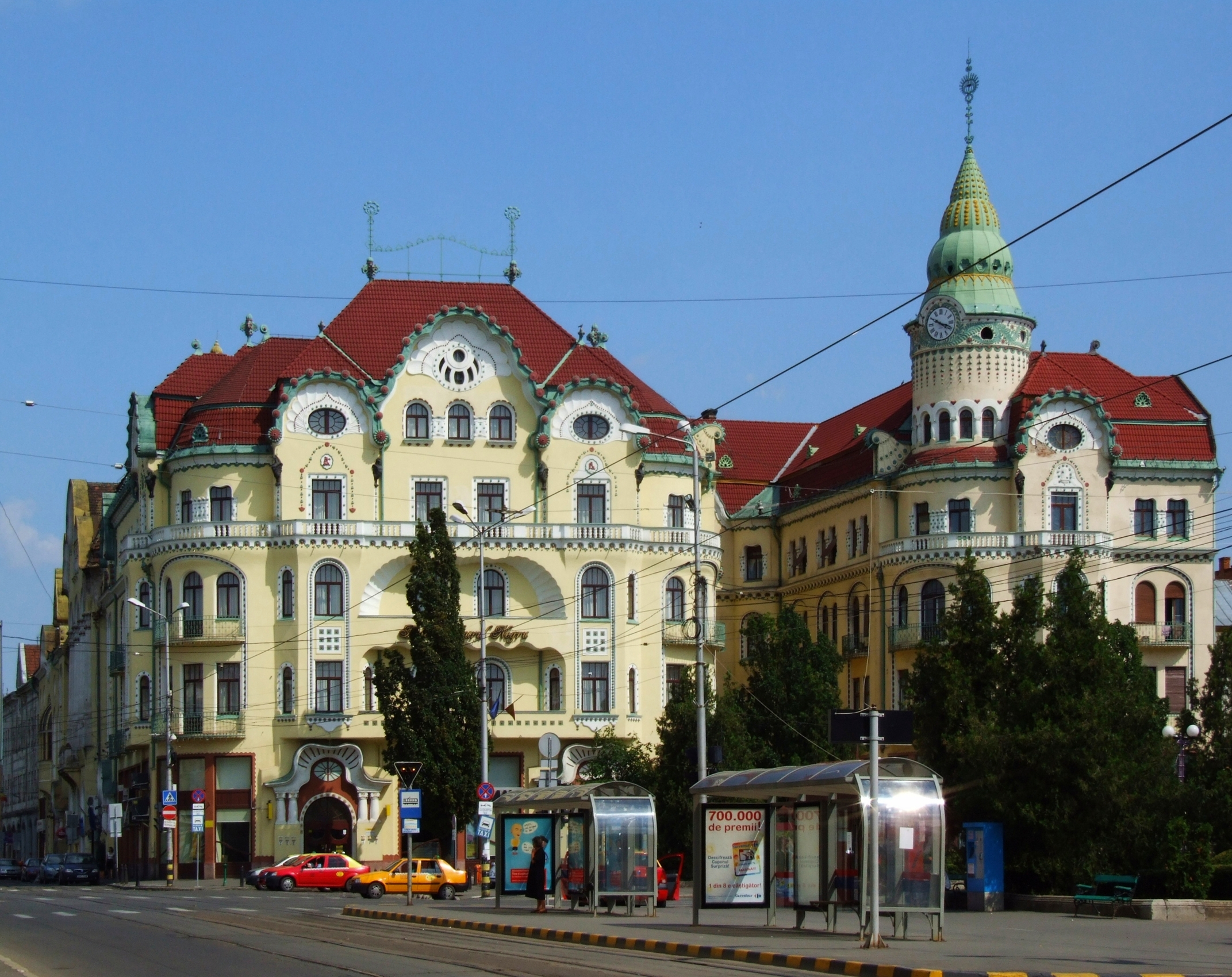
Haltestelle an der Piața Unirii

Das Straßenbahnnetz von Oradea hat heute eine Gesamtlänge von 20 Kilometern. Insgesamt werden 46 Haltestellen bedient. Die meisten Haltestellen verfügen über einen Unterstand, der OTL ist es in der letzten Zeit gelungen, sie zu modernisieren. Das gesamte Projekt umfasste die Modernisierung von 24 Wartehäuschen innerhalb von sechs Jahren. Es ist vorgesehen, diese Wartehäuschen mit dynamischen Fahrgastinformationen auszustatten. Derzeit werden 24 Haltestellen damit ausgerüstet. Die Verkehrsleitung erfolgt über zwei Leitstellen.
Kern des heutigen Straßenbahnnetzes bildet eine Ringstrecke um die Innenstadt, die an drei Abzweigen durch die Linien befahren beziehungsweise wieder verlassen wird. Bis zur Umstellung des Liniennetzes im Februar 2024 wurde jeweils eine Fahrtrichtung dabei als Besonderheit mit einer roten Liniennummer gekennzeichnet, das heißt Linien mit dem Zusatzbuchstaben R für roșu (rot) fuhren den kompletten Ring gegen den Uhrzeigersinn, diejenigen mit N für negru (schwarz) fuhren hingegen im Uhrzeigersinn.

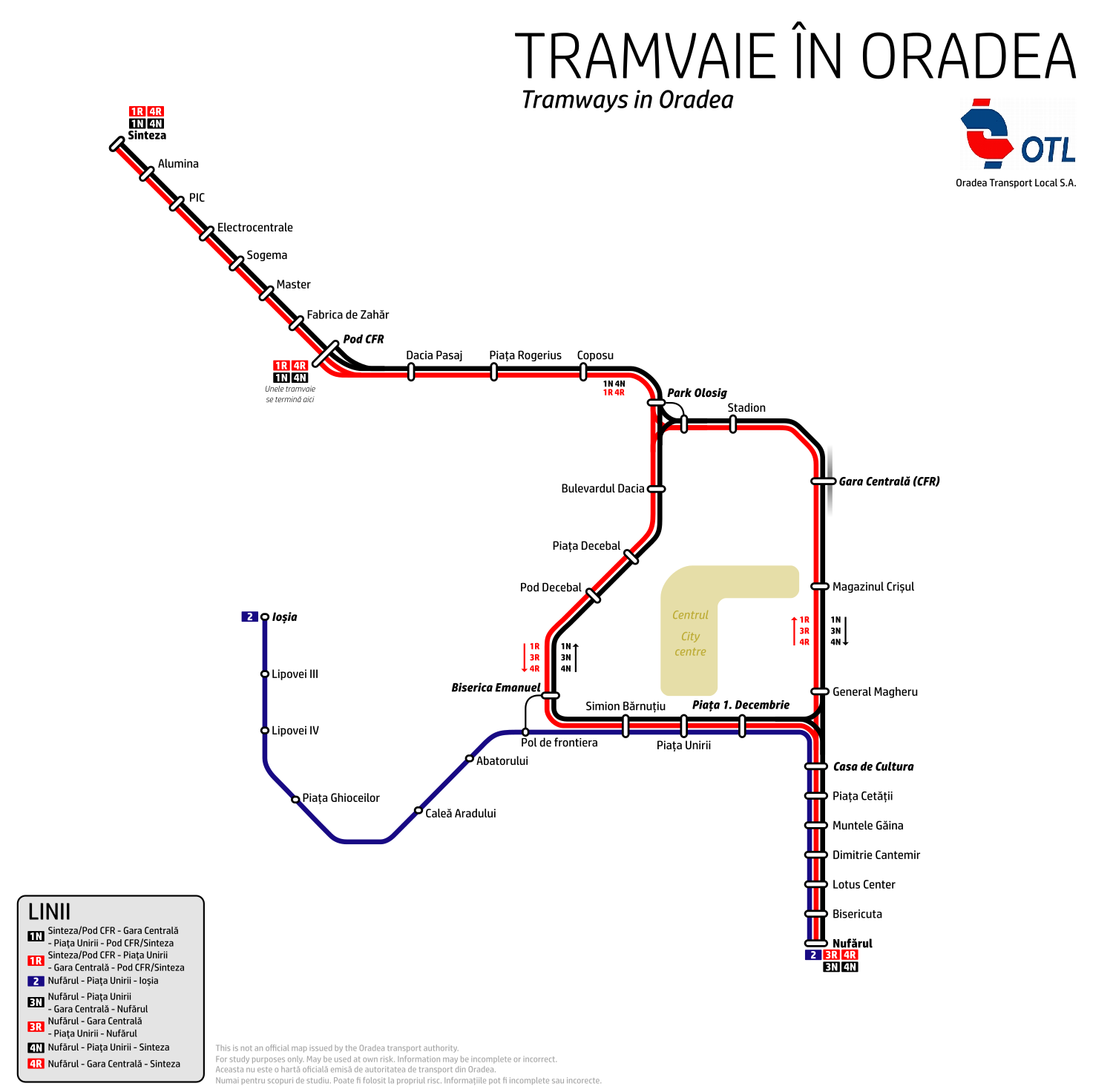
Liniennetz vor der Umstellung

Am 19. Februar 2024 wurde das Straßenbahnnetz umfangreich verändert, um die Linienbezeichnungen zu vereinfachen und zu vereinheitlichen. Es verkehren nun acht Linien, dabei wird der Innenstadtring durch die Linien 1 (im Uhrzeigersinn) und 3 (gegen den Uhrzeigersinn) befahren. Die Linien 2 und 7 (im Uhrzeigersinn) sowie 6 (gegen den Uhrzeigersinn) befahren eine andere Ringstrecke unter Einbeziehung der Neubaustrecke im Süden der Stadt.

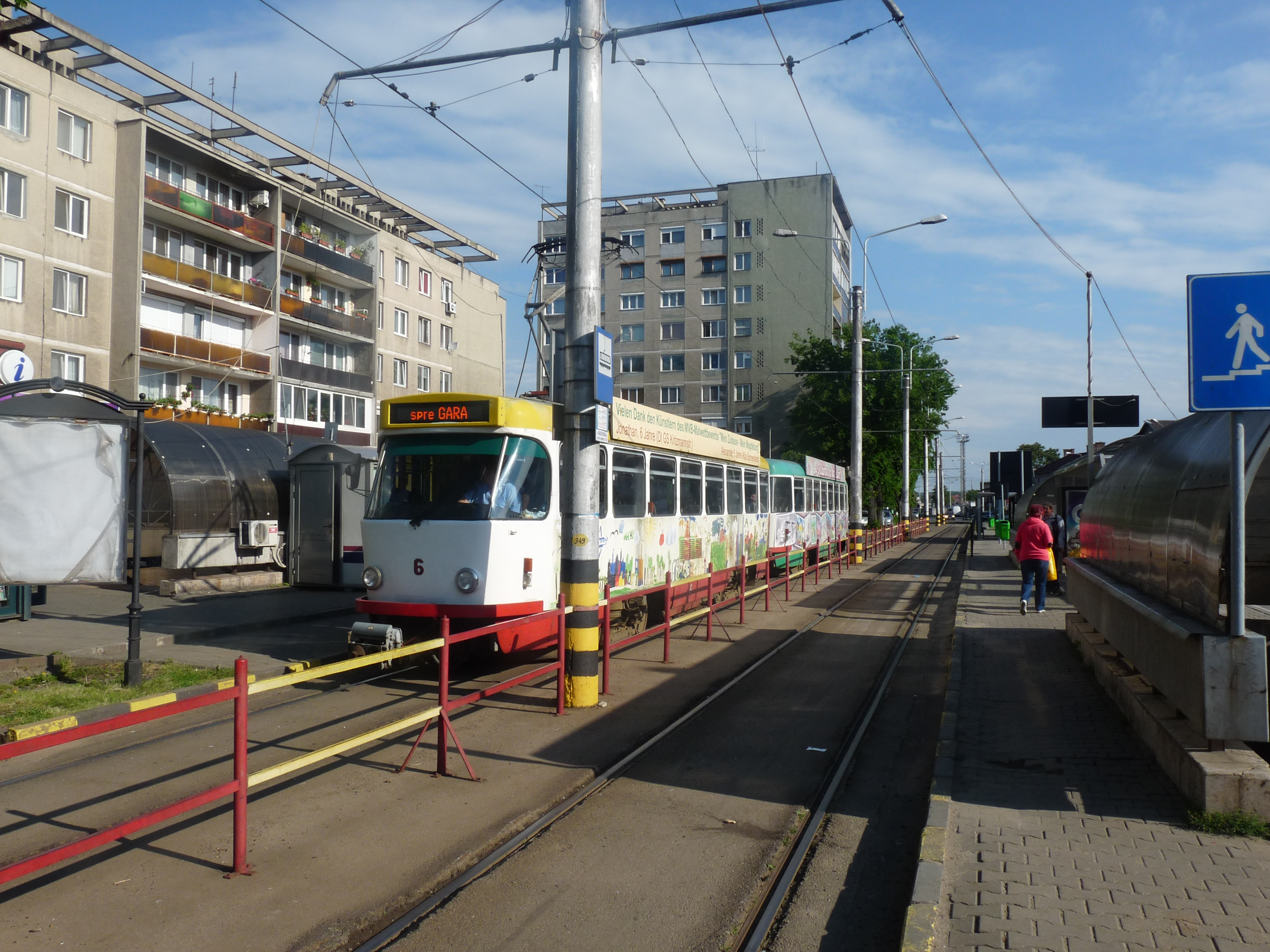
Tatra T4D/B4D (ex Magdeburg)

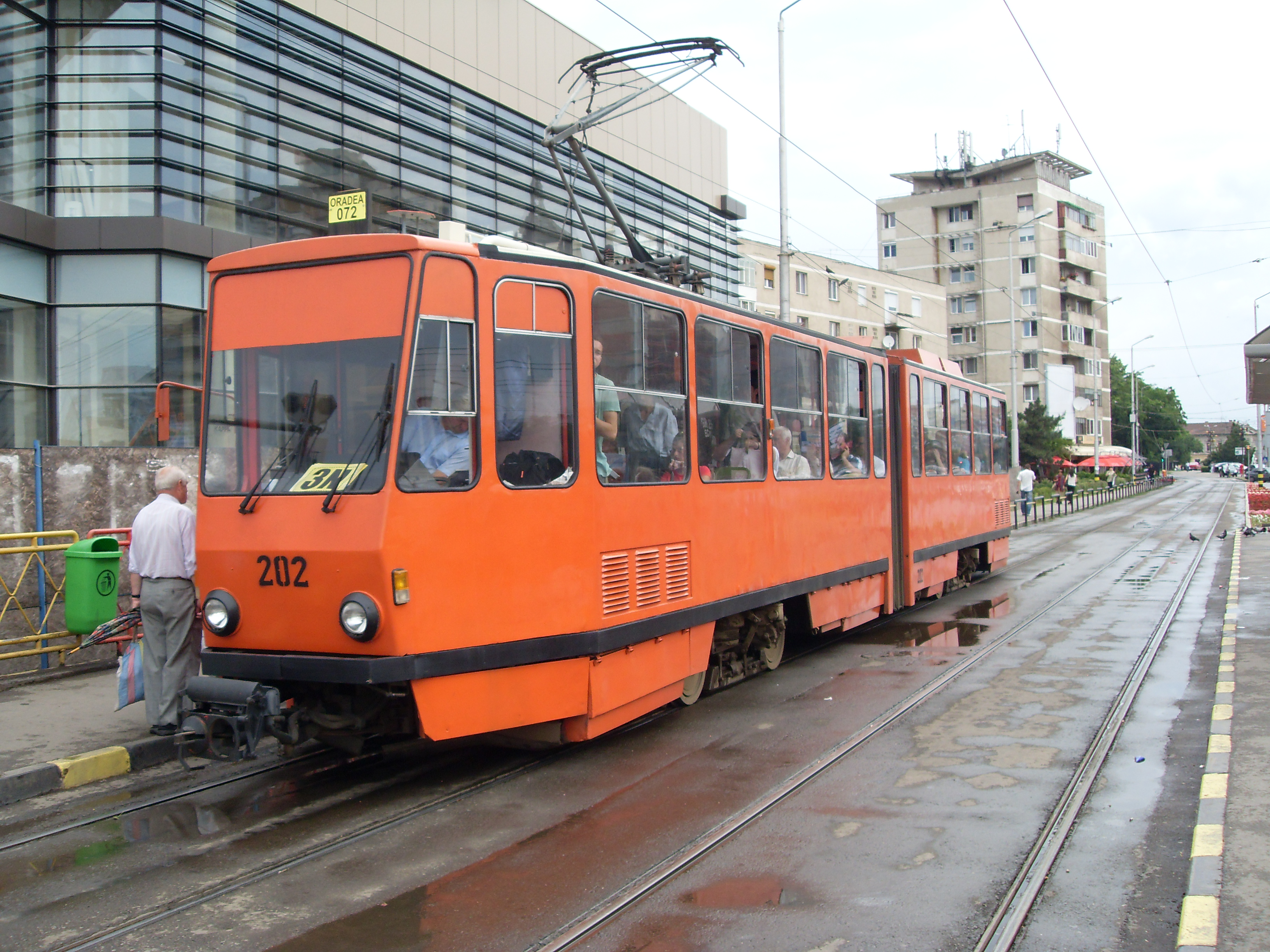
Tatra KT4D (ex Berlin)

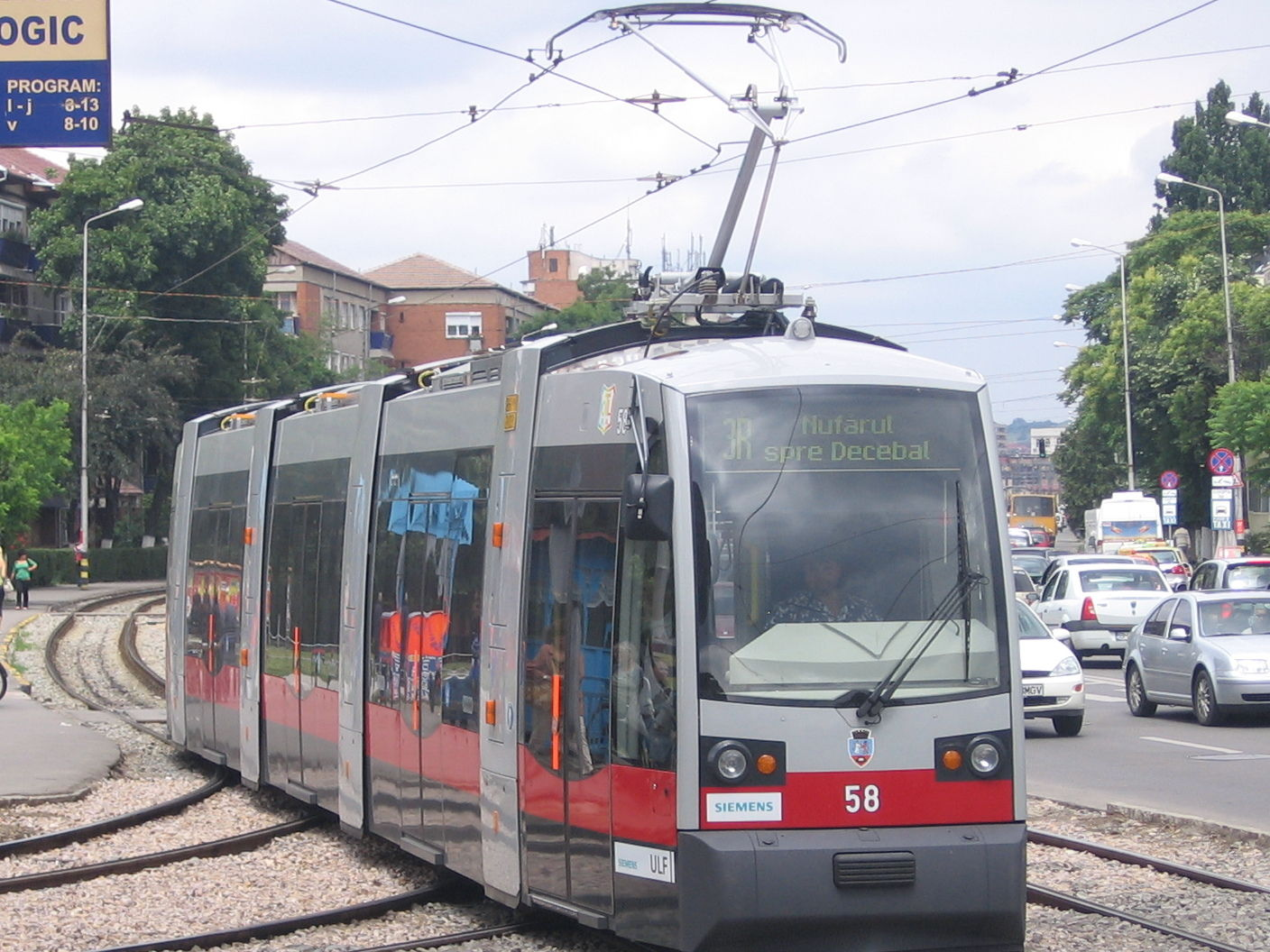
Siemens ULF

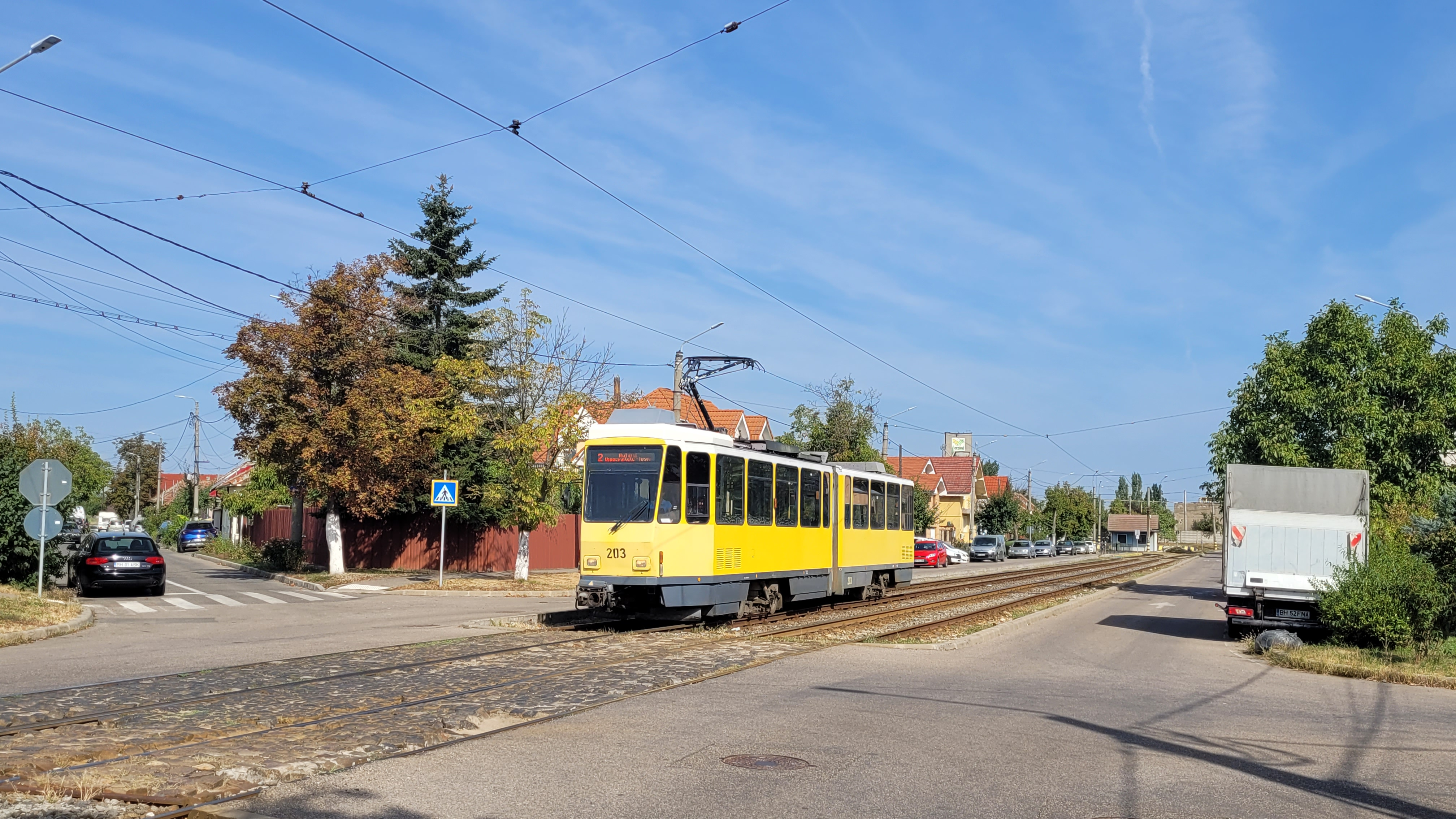
Tatra KT4DM (ex Berlin)

| Linie | Streckenverlauf                                                 | Intervall (Mo–Fr HVZ) |
| ----- | --------------------------------------------------------------- | --------------------- |
| 1     | Pod CFR → Gara Centrală → Piața Unirii → Decebal → Pod CFR      | alle 9 Min.           |
| 2     | Ioșia → Piața Unirii → Piața Cetății → Universitate → Ioșia     | alle 10 Min.          |
| 3     | Pod CFR → Decebal → Piața Unirii → Gara Centrală → Pod CFR      | alle 9 Min.           |
| 4     | Pod CFR ↔ Gara Centrală ↔ Piața Cetății ↔ Nufărul               | alle 5 Min.           |
| 5     | Pod CFR ↔ Decebal ↔ Universitate ↔ Nufărul                      | alle 5 Min.           |
| 6     | Nufărul → Piața Cetății → Piața Unirii → Universitate → Nufărul | alle 15 Min.          |
| 7     | Nufărul → Universitate → Piața Unirii → Piața Cetății → Nufărul | alle 16 Min.          |
| 8     | Pod CFR ↔ Sinteza                                               | alle 20 Min.          |

## Fahrzeuge
Ab den 1990er Jahren wurden zahlreiche Gebrauchtwagen der Bauarten Tatra T4D/B4D und KT4D aus Deutschland beschafft, um die verschlissenen Großraumzüge des Typs Timiș 2 abzulösen. Zuvor verkehrten vierachsige Straßenbahnen der Baureihe V954 von Electroputere sowie diverse Zweiachser, darunter auch die von der Hauptwerkstätte der Straßenbahn Bukarest hergestellten V58. Außerdem neun Gelenkwagen der Typen V2A und V3A, die aber schon in den frühen 1990er Jahren an die Straßenbahn Iași weitergereicht wurden.
Eine Besonderheit stellt der aus Magdeburg übernommene Wagen 44 dar. Dieser Tatra T4D besitzt einen zusätzlichen Fahrerstand im Heck und kann so als Zweirichtungswagen eingesetzt werden. In der Regel pendelt dieser Wagen als Linie 8 zwischen Pod CFR und Sinteza auf dem stadtauswärtigen Gleis.
Oradea war die erste Stadt Rumäniens, in der moderne Niederflur-Straßenbahnen verkehrten. Von 2008 bis 2009 wurden zehn Siemens-Fahrzeuge des Typs ULF beschafft. Diese entsprechen den zur selben Zeit nach Wien gelieferten Wagen.

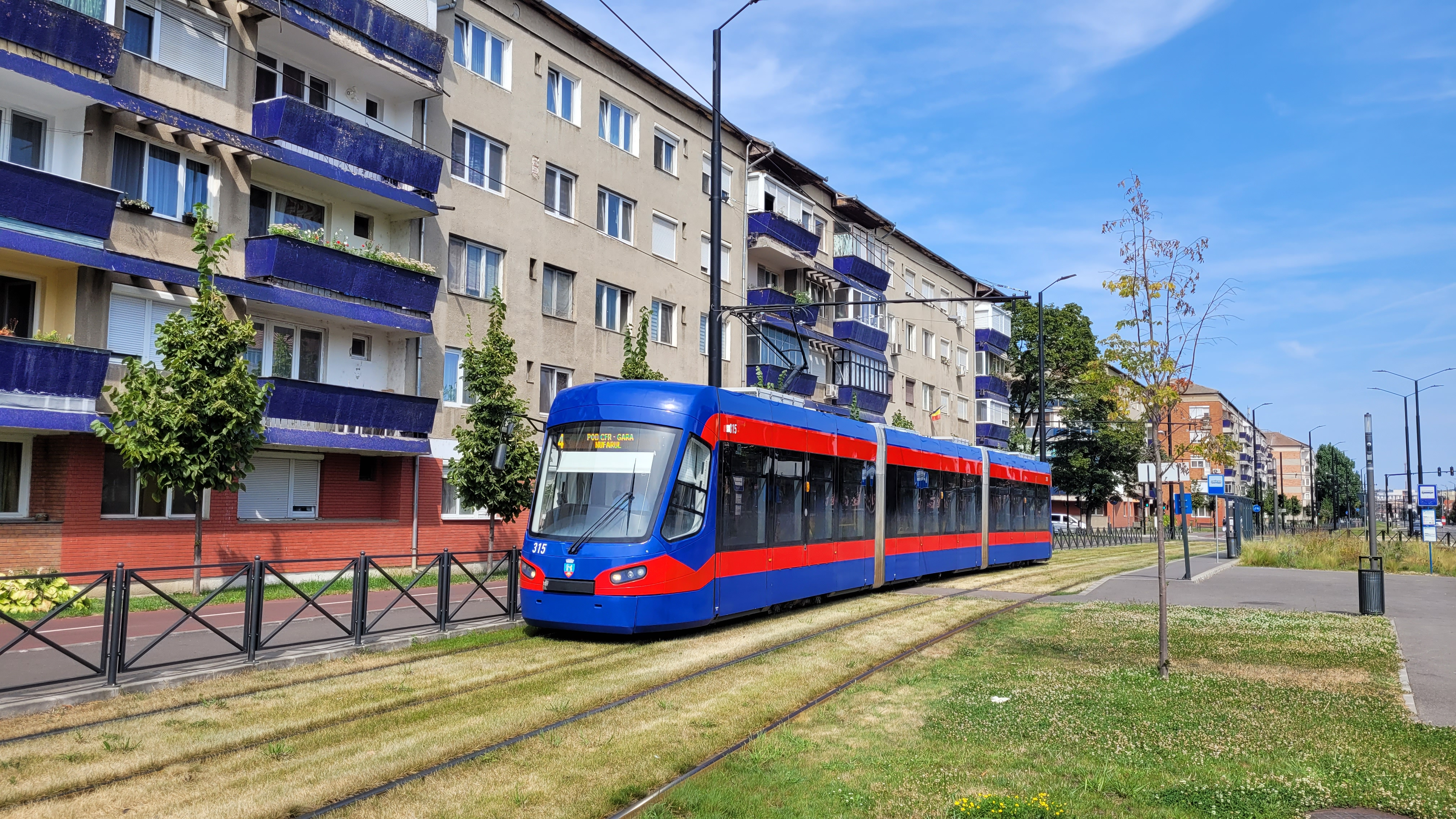
Astra Imperio

Um die verschlissenen, 1997 aus Berlin übernommenen Tatra KT4D und einige T4D/B4D-Züge zu ersetzen, beschaffte der Verkehrsbetrieb zwischen 2017 und 2018 30 Tatra KT4DM aus Berlin. Diese wurden dort in den 1990er Jahren umfangreich modernisiert.
Zur weiteren Modernisierung des Fuhrparks wurden zwischen 2020 und 2021 20 dreiteilige Fahrzeuge des Typs Imperio von Astra Vagoane Călători ausgeliefert. Am 12. Juni 2025 traf das erste von neun nachbestellten Fahrzeugen in Oradea ein. Drei von ihnen werden als Zweirichtungswagen ausgeführt, um bei Baumaßnahmen einen flexibleren Betrieb zu ermöglichen.
| Fahrzeugtyp    | Baujahre  | Anzahl | Wagennummern               | Ursprünglicher Einsatzort | Bemerkungen                                     |
| -------------- | --------- | ------ | -------------------------- | ------------------------- | ----------------------------------------------- |
| Tatra T4D-Z    | 1978      | 1      | 44                         | Magdeburg (bis 2002)      | Zweirichtungswagen, im Einsatz auf der Linie 8. |
| Tatra KT4DM    | 1980–1986 | 28     | 200–208, 210–226, 228, 229 | Berlin (bis 2017/2018)    |                                                 |
| Siemens ULF A1 | 2008–2009 | 10     | 50–59                      |                           |                                                 |
| Astra Imperio  | 2020–2021 | 20     | 301–320                    |                           | Weitere 9 Wagen in Auslieferung                 |